# 朝鮮総督府令公文式
朝鮮総督府令公文式（ちょうせんそうとくふれいこうぶんしき、明治43年朝鮮総督府令第1号）は、日本統治時代の朝鮮において朝鮮総督府が発する朝鮮総督府令の形式及び公布の手続について規定した日本の朝鮮総督府令。明治43年（1910年）10月1日成立、公布、施行。

## 概要
朝鮮総督府令は、朝鮮総督府令であることを明記し、朝鮮総督が署名し、公布の年月日を記入して、公布する（1条）。
朝鮮総督府令は、朝鮮総督府官報をもって布告する（2条）。
朝鮮総督府令は、特に施行期日を掲げるものを除くほか、各官庁に到達した翌日から起算して、満7日を経て施行する（3条）。